# Pálmány Béla
Pálmány Béla (Budapest, 1946. január 18. –) történész, levéltáros, az Országgyűlés Irattárának és Levéltárának volt vezetője.

## Élete
Apai ágon nógrádi gyökerű, édesapja id. Pálmány Béla (1910–1994) üvegesmester, édesanyja Botka Irén (1922–1982), aki 1942-ig Franciaországban nevelkedett. 1974-től felesége Tóth Ildikó (1947).
Általános és középiskolai tanulmányait Budapesten végezte. 1964-ben érettségizett a tisztviselőtelepi Széchenyi István Gimnáziumban, majd felvételt nyert az ELTE BTK történelem-angol szakára, ahol felvette a levéltár szakot. 1969-ben diplomát, 1973-ban pedig doktorátust szerzett. 1991-ben történelemtudományi kandidátusi, 1995-ben PhD fokozatot szerzett. Professzorai közül Gerics József (1931–2007) és Szabad György (1924–2015) voltak rá a legnagyobb hatással.
1969-től másfél évig a Hadtörténeti Intézet és Múzeum Hadtörténelmi Levéltára, majd 1971–1985 között az Új Magyar Központi Levéltár munkatársa volt. 1985-től hat éven át a Mezőgazdasági Múzeum mezőgazdaság-történeti iratgyűjteményét vezette. Ezen évtizedek alatt legfőbb kutatási területe Nógrád vármegye 1848 előtti társadalmának, várainak, uradalmainak, mezővárosainak múltja volt.
1988-ban részt vett a második Lakiteleki találkozón, ahol részese a Magyar Demokrata Fórum létrejöttének. 1991-ig három éven át alapító elnöke volt az MDF Budapest XI. és XXII. kerületi szervezetének, és az Országos Választmánynak, de hivatásos politikusi szerepet nem vállalt. 1989-ben alapító tagja volt a határon túli magyar oktatást és kulturális életet támogató Rákóczi Szövetségnek, melynek másfél évtizeden át, 2014-ig az Ellenőrző Bizottsága elnöke volt.
1991-ben tanára, Szabad György hívására az általa újjászervezett Magyar Országgyűlés Hivatala Irattári és Levéltári Osztálya vezetője lett, 2008-ban innen ment nyugdíjba. Az ott töltött 18 év alatt munkássága az 1848 előtti rendi „diéták” és az 1848/49. évi első népképviseleti országgyűlés valamennyi követe, képviselője életének feltárására összpontosult. Újabban Bars és Hont, legújabban Nógrád vármegye nemesi családjainak genealógiáját kutatja.
1992-től részt vett az UNESCO Nemzetközi Levéltári Tanács Parlamenti és Politikai Pártlevéltárak és Levéltárosok I. Szekciójának alapításában, és 1996–2004 között a szekció alelnöke, 2004–2008 között a szekció vezetőségi tagja volt. A budapesti Klauzál Gábor Társaság tagja.
A Honismeret munkatársa.
2022. március 15-én "Szécsény városért" kitüntető díjat kapott több évtizedes várostörténeti kutatásai 25 tanulmánya elismeréseként.   

## Művei
- 1981 Dokumentumok a magyar közlekedés történetéből (1945-1949). Új Magyar Központi Levéltár - Források a Magyar Népi demokrácia történetéhez V. Közlekedési Dokumentációs Vállalat, Budapest.
- 1986 Végvárak Nógrád vármegyében a török kiűzése és az újratelepítés időszakában (1663-1703).
- 1990 A Kacsics nemzetség várépítő és uradalomszervező törekvései Nógrádban a 13-14. század fordulóján. Castrum Bene 1989, 42-50.
- 1990 A nógrádi mezővárosok társadalma (1820-1870). Budapest.
- 1993 A cserháti Szentiván nemesi községének szabályrendeletei (1734–1817). Nógrád Megyei Múzeumok Évkönyve XVIII.
- 1995 Nógrádi hallgatók a bécsi és a krakkói egyetemeken a XV–XVII. században. Nógrád Megyei Múzeumok Évkönyve XX.
- 1995 Szempontok a magyarországi mezővárosok típusaihoz az úrbérrendezéstől a jobbágyfelszabadítás befejezéséig (1767-1870). In: Mezőváros-kisváros. Debrecen, 5-47.
- 1997 A magyar törvényhozás levéltárának rövid története és mai tagolódása. Levéltári Közlemények 68/1-2, 223-244.
- 1998 Az 1848-49. évi népképviselők névtára.
- 2000 Losonc városiasodása az újkorban.
- 2000 Varsány - egy palóc falu évezrede. Varsány. (szerk.)
- 2002 Az 1848/1849. év első népképviseleti országgyűlés történeti almanachja. Budapest. (szerk.)
- 2005 A reformkor pozsonyi követei. Pozsony.
- 2006 Prešporskí poslanci reformného obdobia. Bratislava.
- 2011 A reformkori magyar országgyűlések történeti almanachja, 1825-1848 I-II.
- 2012 Fejezetek Szécsény történetéből. Nagy Iván Történeti Évkönyv 4.
- 2016 Mit kaptam a levéltáros és Hivatali vezető Szabad Györgytől? In: „A polgári átalakulásért” - Emlékkötet Szabad György tiszteletére (szerk. Gerő András) 330-340.
- 2019 A magyar rendi országgyűlések történeti almanachja 1790-1812.
- 2020 Klauzál Gábor csongrádi országgyűlési követtársai
- 2020 Bars és Hont vármegyei nemes családok (Szluha Márton életmű sorozat, szerzőtárs: Simon István)
- 2022 Nógrád vármegyei nemes családok (Szluha Márton életmű sorozat, szerzőtárs: Fekete László Gyula)